# Ilmień Nowogród Wielki
Ilmień Nowogród Wielki (ros. Футбольный клуб «Ильмень» Великий Новгород, Futbolnyj Kłub "Ilmień" Wielikij Nowgorod) – rosyjski klub piłkarski z siedzibą w Nowogrodzie Wielkim.

## Historia
Chronologia nazw:
- 1960—1957: Ilmień Nowogród (ros. «Ильмень» Новгород)
- 1969—1992: Elektron Nowogród (ros. «Электрон» Новгород)
- 1993—1999: Ilmień Nowogród (ros. «Ильмень» Новгород)
- 1999—...: Ilmień Nowogród Wielki (ros. «Ильмень» Великий Новгород)

Piłkarska drużyna Ilmień została założona w 1960 w mieście Nowogród, tak do 1999 roku nazywało się miasto.
W tym że roku zespół debiutował w Klasie B, grupie 1 Mistrzostw ZSRR, w której występował dwa sezony. Następnie spadł i pod nazwą Elektron Nowogród uczestniczył w rozgrywkach lokalnych.
Dopiero w 1969 startował w Drugiej Lidze, w której występował do 1977, z wyjątkiem 1970, kiedy to zmagał się w niższej lidze.
Od 1978 zespół uczestniczył w rozgrywkach lokalnych.
Po rozpadzie ZSRR klub zaprezentował się w 1993 w Mistrzostwach Rosji spośród drużyn amatorskich, w grupie północno-zachodniej, w której zajął 9 miejsce spośród 11 drużyn i więcej nie przystąpił do rozgrywek na poziomie profesjonalnym.

## Sukcesy
- 13 miejsce w Klasie B ZSRR:

1961

## Inne
- Raduga Nowogród Wielki